# 乔治·卡塔纳克
乔治·卡塔纳克（英語：George Cattanach，1878年7月25日—1954年1月29日），生于安大略省，加拿大男子棍网球运动员。他曾代表加拿大参加1904年夏季奥林匹克运动会棍网球比赛，获得一枚金牌。